# Liste des édifices de l'époque pré-mongole de la Rus'
La liste des édifices de l'époque pré-mongole de la Rus’ comprend un ensemble de bâtiments anciens de la Rus' de Kiev, de la principauté de Novgorod, de la principauté de Smolensk, de la principauté de Vladimir-Souzdal construits avant les invasions mongoles et conservés jusqu'à la fin du XIXe siècle.
Sous le règne d'Ögedeï, qui succède à Gengis Khan, en 1227, la grande campagne d'Europe des mongols se déroule. La Russie n'est libérée de la Horde d'or mongole qu'en 1480, par Ivan III.

## Principes du classement
Certaines des reconstructions sont réalisées sous un aspect nouveau qui modifie l'allure du bâtiment. Il en résulte que le classement dans cette liste d'édifices de style baroque ukrainien du XVIIe ou XVIIIe siècle par exemple, peut paraître étrange. Il ne faut pas perdre de vue que les édifices pré-mongols sont remarquables par la simplicité de leurs formes. La disparition de cette simplicité, s'explique par le fait que, durant les huit ou neuf siècles qui les séparent de l'époque actuelle (surtout à partir du XVIIe siècle), ils ont fait l'objet de remaniements sans fin, suivant les goûts de chaque époque traversée et suivant les destructions durant les guerres ou simplement par l'usure du temps écoulé : coupoles, galeries, absides, porches d'entrée, annexes diverses, etc.
Tout apport est facilement réalisable sur des bâtiments presque cubiques, dont l'unique ornementation était la pierre blanche taillée sur les façades.
Certains édifices ont conservé leur simplicité d'origine (surtout ceux de Vladimir, Souzdal, Novgorod) d'autres sont parés de tous les éléments architecturaux apparus pendant neuf siècles et surtout les quatre derniers.
Pour chaque édifice, sont indiqués : le nom, l'emplacement, l'époque de construction et l'état de conservation. Des photographies sont ajoutées, quand elles existent. La liste est scindée en fonction de critères historiques et géographiques. Les édifices qui n'existent plus sont renseignés sur fond gris foncé.

## Styles architecturaux
Pour un article plus général, voir Architecture russe.

## Principauté de Kiev
| №   | Nom                                                | Emplacement | Époque de construction                   | État de conservation | Photo |
| --- | -------------------------------------------------- | ----------- | ---------------------------------------- | --- | ----- |
| 1.  | Cathédrale Sainte-Sophie                           | Kiev        | 1017—1022, ou avant 1037                 | Au début du XVIIe siècle, la partie ouest des murs et de la galerie est détruite. L'aspect ancien est fortement modifié aux XVIIe – XVIIIe siècle : la partie nouvellement reconstruite reçoit des absidioles recouvertes de grandes coupoles, dans un style différent, appelé baroque ukrainien. Des mosaïques, fresques et graffitis ont été préservés à l'intérieur. |       |
| 2.  | Porte dorée                                        | Kiev        | 1037.                                    | Édifice de stature basse. Seule la partie inférieure des murs subsistait encore quand la Porte fut reconstruite en 1982. |       |
| 3.  | Cathédrale de la Dormition de la laure des Grottes | Kiev        | 1073—1089                                | En 1230 sont reconstruits le dôme et le mur sud. Elle est dynamitée en 1941. Elle n'est pas reconstruite à l'identique, mais dans un style plus d'époque, plus récent, en ajoutant des annexes de style baroque ukrainien. Quelques parties authentiques du XIe siècle sont toutefois conservées, en particulier la partie réservée à l'autel.                          |       |
| 4.  | Église de la Trinité de la laure des Grottes       | Kiev        | Env. 1106                                | L'aspect est fort modifié par des détails de façade et l'intérieur par le style baroque ukrainien. |       |
| 5.  | Église de l'Archange-Michaël                       | Kiev        | 1070—1088                                | Seule la partie ouest est conservée : le narthex, le chœur et les piliers ouest, sans la voûte, intégrée à l'église datant de 1766-1769. |       |
| 6.  | Cathédrale du monastère Saint-Michel-au-Dôme-d'Or  | Kiev        | 1108—1113                                | Entièrement détruite en 1936, elle n'est pas reconstruite à l'identique, mais avec des ajouts de style plus récent, le baroque ukrainien. Une partie de la mosaïque est conservée dans des musées, les fresques ont entièrement disparu. |       |
| 7.  | Église du Sauveur Berestove                        | Kiev        | Fin du XIe siècle — début du XIIe siècle | La partie occidentale est conservée, intégrée à l'église du XVIIe siècle. |       |
| 8.  | Église de la Dormition-de-la-Mère-de-Dieu          | Kiev        | 1131—1136                                | Détruite en 1935, par explosion. Restaurée selon un projet contemporain. |       |
| 9.  | Monastère Saint-Cyrille-de-Dorogojitch             | Kiev        | Env. 1140—1146                           | Le dessus du dôme et une grande partie des voûtes ne sont pas conservés. À la fin du XVIIe siècle, début du XVIIIe siècle, elle est reconstruite dans le style baroque ukrainien. Des fragments importants des fresques du XIIe siècle sont restaurés dans les années 1880.                                                                                             |       |
| 10. | Église Saint-Basile-le-Grand                       | Kiev        | 1182—1183                                | Non conservée. La partie supérieure est reconstruite à la fin du XVIIe siècle mais, en 1936, l'église est démolie. |       |
| 11. | Église Saint-Basile-le-Grand                       | Ovroutch    | Env. 1190                                | Les voûtes et la coupole sont reconstruites par Alexeï Chtchoussev et ne correspondent pas à la forme primitive de l'édifice. |       |
| 12. | Cathédrale de la Dormition Saint-Georges           | Kaniv       | 1144                                     | Au début du XIXe siècle, elle est transformée, selon les critères du classicisme, un fronton et des tours sont ajoutés. |       |

## Principauté de Tchernigov
| №  | Nom                                             | Emplacement | Époque de construction                 | État de conservation | Photo |
| -- | ----------------------------------------------- | ----------- | -------------------------------------- | --- | ----- |
| 1. | Église de la Transfiguration                    | Tchernigov  | Probablement, 1re moitié du XIe siècle | L'aspect actuel est le résultat de restaurations importantes : au XVIIIe siècle, l'abside et les demi-coupoles sont déplacées et, à la place du baptistère, est construite une nouvelle tour symétrique à l'ancienne. Deux chapelles latérales sont détruites au XVIIIe siècle. Un bâtiment est adjoint au porche. Les colonnes de marbre, à l'intérieur, sont garnies de briques. |       |
| 2. | Église Saint-Boris-et-Saint-Gleb                | Tchernigov  | Entre 1097 et 1123                     | Les voûtes sont construites plus tard. L'autel et l'ancienne galerie ne sont pas conservés. Restaurée selon l'aspect original par Kholostenko Nikolay V. |       |
| 3. | Église Piatnitska                               | Tchernigov  | Début du XIIIe siècle                  | À la fin du XVIIe siècle, elle est transformée suivant le style baroque ukrainien. Elle est fortement endommagée pendant la Seconde Guerre mondiale. Restaurée par Piötr Baranovsky qui lui redonne son aspect primitif. |       |
| 4. | Cathédrale de la Dormition du monastère Eletsky | Tchernigov  | 1097, ou 1110—1120                     | L'aspect original a disparu du fait des coupoles et de la galerie qui précède. Fragments de fresques du XIIe siècle. |       |
| 5. | Église d'Illinska                               | Tchernigov  | 1069 (?), ou début du XIIe siècle      | L'aspect ancien a disparu du fait de reconstructions dans le style baroque ukrainien. |       |

## Ville dePereïaslav-Khmelnytskyï
| №  | Nom                          | Emplacement | Époque de construction        | État de conservation                                                                             | Photo |
| -- | ---------------------------- | ----------- | ----------------------------- | ------------------------------------------------------------------------------------------------ | ----- |
| 1. | Église Saint-Michel-Archange | Oster       | Entre les XIe et XIIe siècles | Détruite au XVIIIe siècle. Ne subsistent que l'abside et une partie des fresques du XIIe siècle. |       |

## République de Novgorod
| №   | Nom                                                                 | Emplacement             | Époque de construction | État de conservation | Photo |
| --- | ------------------------------------------------------------------- | ----------------------- | ---------------------- | --- | ----- |
| 1.  | Cathédrale Sainte-Sophie                                            | Novgorod                | 1045—1052              | Plusieurs reconstitutions de la galerie nord ont lieu entre 1893 et 1900, notamment par Souslov, duquel résulte une modernisation de l'aspect de l'édifice. À l'intérieur, sont conservés des fragments de fresques datant de 1108 (principalement dans le tambour de la coupole), l'image du Christ Pantocrator disparaît durant la Seconde Guerre mondiale. Des portes de bronze datent de la première moitié du XIIe siècle. Des icônes anciennes et autres objets d'art datent de la période pré-mongole. |       |
| 2.  | Cathédrale Saint-Nicolas                                            | Novgorod                | 1113                   | Quatre arcades-lucarnes (zakomars) sont ajoutées lors d'une rénovation. La partie inférieure de l'intérieur est séparée tardivement et modifiée. Des annexes sont ajoutées, ainsi qu'un petit clocher, détaché de l'édifice, au XVIIe siècle. |       |
| 3.  | Cathédrale de la Nativité-de-la-Vierge-Marie du monastère Antoniev. | Novgorod                | 1117—1122              | Des constructions sont ajoutées. Les fresques de 1125 sont en partie conservées. |       |
| 4.  | Cathédrale Saint-Georges du monastère de Iouriev                    | Novgorod                | 1119—1130              | Architecte : Maître Pierre. Toiture de forme arrondie. À l'intérieur, subsistent des fragments de fresques du XIIe siècle, en particulier des peintures dans la chapelle et dans le dôme, au-dessus de la tour d'escalier ; le tout bien conservé. |       |
| 5.  | Église de l'Annonciation-à-Arkaji                                   | Lac Miatchino, Novgorod | 1179                   | Les voûtes, la coupole et toute la partie ouest sont reconstruites au XVIIe siècle. Les pierres latérales et l'abside sont en partie conservées. Sur les trois absides figurent des fresques de 1189. |       |
| 6.  | Église de la Nativité-de-la-Vierge de l'ermitage de Peryn           | Novgorod                | 1220                   | Au cours des restaurations, l'aspect initial de l'édifice est retrouvé et mis en valeur. |       |
| 7.  | Église Saint-Cyrille-d'Alexandrie                                   | Oblast de Novgorod      | 1196                   | Transformée au XVIIe siècle. La partie supérieure est reconstruite en 1754. L'église est détruite pendant la Seconde Guerre mondiale et n'existe plus. |       |
| 8.  | Église de la Transfiguration-du-Sauveur-sur-Néréditsa               | Novgorod                | 1198                   | Fortement endommagée pendant la Seconde Guerre mondiale. L'architecture est entièrement restaurée (une grande partie des fresques de 1199 a disparu). |       |
| 9.  | Église Saint-Pierre-et-Saint-Paul du mont Silnitcha                 | Novgorod                | 1185—1192              | L'administration locale planifie la restauration. |       |
| 10. | Église Sainte-Parascève-Vendredi-au-Marché                          | Novgorod                | 1207                   | En 1345 sont ajoutées des corniches et une voûte. Le sommet du tambour date de 1524 et est construit suivant les formes architecturales de l'architecture de Smolensk, comme par exemple celles de l'église Saint-Michel-Archange ou de l'église Svir. |       |
| 11. | Monastère Saint-Jean-Baptiste                                       | Pskov                   | 1130                   | |       |
| 12. | Cathédrale de la Transfiguration-du-Sauveur, monastère de la Miroja | Pskov                   | Avant 1156             | L'aspect ancien n'est pas préservé (restauration prévue). Ensemble de fresques créées en même temps que la cathédrale par des maîtres grec presque entièrement préservé. |       |
| 13. | Monastère de la Transfiguration du Sauveur                          | Staraïa Roussa          | 1198                   | Aux XVe et XVIIe siècles, profondément remaniée. La partie basse des murs est conservée. |       |
| 14. | Église de la Dormition du monastère de la Dormition                 | Staraïa Ladoga          | 1156                   | |       |
| 15. | Église Saint-Georges                                                | Staraïa Ladoga          | Env. 1165              | Importants fragments de fresques du XIIe siècle. |       |

## VladimiretSouzdal
| №   | Nom                                                       | Emplacement          | Époque de construction                                                  | État de conservation | Photo |
| --- | --------------------------------------------------------- | -------------------- | ----------------------------------------------------------------------- | --- | ----- |
| 1.  | Église de la Transfiguration                              | Pereslavl-Zalesski   | 1152—1157                                                               | Des fragments importants de fresques sont conservés jusqu'en 1891, il en subsiste conservés au Musée d'histoire de l'État. |       |
| 2.  | Église Saints-Boris-et-Gleb                               | Kideksha             | 1152—1157                                                               | En 1660, la voûte, le dôme et l'abside sont détruits. Il subsiste des fragments de fresques du XIIe siècle. |       |
| 3.  | Cathédrale de la Dormition                                | Vladimir             | 1158—1160 et 1186—1189                                                  | À l'intérieur, des fragments des fresques du XIIe siècle et de la fresque d'Andreï Roublev et Daniil Tcherny, de 1408. Au XIXe siècle sont ajoutés un carillon et un portique. |       |
| 4.  | Porte dorée                                               | Vladimir             | 1158—1164                                                               | Les voûtes et l'église de la Porte sont reconstruites de 1795 à 1810. Des contreforts sont ajoutés, sur les côtés, pour soutenir l'édifice. |       |
| 5.  | Cathédrale Saint-Dimitri                                  | Vladimir             | 1194—1197                                                               | Au cours de la « restauration » de 1837, la galerie et l'escalier des tours, datant du XIIIe siècle sont détruits. |       |
| 6.  | Cathédrale et monastère de la Nativité de la Mère de Dieu | Vladimir             | 1190—1192                                                               | Une cathédrale en pierres blanches existait jusqu'en 1860, quand elle fut démontée et reconstruite en briques par Nikolaï Andreïevitch Artleben (les voûtes avaient été refaites en brique au XVIIe siècle). La nouvelle construction fut détruite à l'époque soviétique de même que le clocher du XVIIe siècle. La cathédrale moderne n'a rien de commun avec son prédécesseur. |       |
| 7.  | Couvent Kniaguinine                                       | Vladimir             | 1200—1202                                                               | Depuis l'origine il s'agit d'un édifice en brique. Il est reconstruit vers 1500. Une partie des murs du bas est conservée. |       |
| 8.  | Château de Bogolioubovo                                   | Bogolioubovo         | 1158, un monastère l'occupe depuis le XIIIe siècle                      | Édifice étroit. L'escalier de la tour est conservé. Au XVIIIe siècle, un clocher est construit, ainsi qu'un passage vers le chœur. De l'église de la Nativité de la Mère de Dieu, détruite en 1722, seul le soubassement est en partie conservé. |       |
| 9.  | Église de l'Intercession-de-la-Vierge sur la Nerl         | Près de Bogolioubovo | 1165—1166                                                               | Une galerie a disparu. |       |
| 10. | Cathédrale de la Dormition                                | Rostov               | 1161—1163, 1213—1231                                                    | Cathédrale reconstruite au début du XVIe siècle. Une ancienne chapelle, située au sud de la cathédrale est découverte. |       |
| 11. | Cathédrale de la Nativité                                 | Souzdal              | Avant 1105, en briques, reconstruite de 1222 à 1225, en pierre de chaux | Les arcatures d'origine sont bien conservées. Les fresques de 1233, également, la porte d'or, datant du XIIIe siècle et un portail au sud du bâtiment. |       |
| 12. | Cathédrale Saint-Georges                                  | Iouriev-Polski       | 1152—1157, reconstruite en 1234                                         | Détruite à l'époque d'Ivan III. Restaurée sous la direction de Vasily Ermolin, sans respecter les proportions anciennes. |       |

## Principauté de Smolensk
| №  | Nom                                         | Emplacement | Époque de construction | État de conservation | Photo |
| -- | ------------------------------------------- | ----------- | ---------------------- | --- | ----- |
| 1. | Église Saints-Pierre-et-Paul-sur-Gorodianka | Smolensk    | Env. 1146              | La galerie est détruite, il y a longtemps, et le tambour, au sommet, est détruit en 1812. En 1963, elle est restaurée, dans ses formes primitives, par Piotr Baranovskiï. |       |
| 2. | Église Saint-Jean-l'Évangéliste             | Smolensk    | 1176—1180              | L'aspect extérieur est de style du XVIIIe siècle. Ne demeurent intactes que les pierres des côtés. Les galeries, les parvis, les voûtes, les colonnes et les chapiteaux ne sont pas conservés. À l'origine, elle reproduisait l'architecture de l'église Saint Pierre et Paul de Smolensk. |       |
| 3. | Église Saint-Michel-Archange                | Smolensk    | 1180—1197              | Édifice de grande taille. La partie haute est fort endommagée, les voûtes sont toutes reconstruites. |       |

## Principauté de Polotsk
| №  | Nom                          | Emplacement | Époque de construction | État de conservation | Photo |
| -- | ---------------------------- | ----------- | ---------------------- | --- | ----- |
| 1. | Cathédrale Sainte-Sophie     | Polotsk     | Milieu du XIe siècle   | Il ne subsiste que l'abside et des parties inférieures des murs ouest. En 1750, une basilique baroque est construite à la place de l'ancien édifice.                                                                      |       |
| 2. | Église de la Transfiguration | Polotsk     | Milieu du XIIe siècle  | Des fresques du XIIe siècle sont conservées. |       |
| 3. | Église de l'Annonciation     | Vitebsk     | Milieu du XIIe siècle  | Détruite en 1961, reconstruite en matériaux contemporains. Des fragments de murs anciens sont incorporés à la nouvelle construction.                                                                                      |       |
| 4. | Église Saints-Boris-et-Gleb  | Grodno      | 1180                   | Elle n'est pas entièrement conservée : ses voûtes et son dôme sont détruits, il y a longtemps ; les murs des parties sud et ouest sont démolis et tombés dans la rivière, à la suite d'un glissement de terrain, en 1853. |       |

## Volhynie
| №  | Nom                        | Emplacement         | Époque de construction | État de conservation | Photo |
| -- | -------------------------- | ------------------- | ---------------------- | --- | ----- |
| 1. | Cathédrale de la Dormition | Volodymyr-Volynskyï | 1160                   | Presque toutes les voûtes et coupoles sont détruites. Elles sont reconstruites en 1900, mais sans respecter les formes de l'édifice premier, en suivant les critères actuels. |       |

## Galicie
| №  | Nom                      | Emplacement                       | Époque de construction | État de conservation                                                                                  | Photo |
| -- | ------------------------ | --------------------------------- | ---------------------- | --- | ----- |
| 1. | Église Saint-Panteleimon | Galitch, Oblast d'Ivano-Frankivsk | Env. 1200              | Elle est reconstruite en 1611. Une reconstruction plus récente ne respecte pas les formes primitives. |       |

## Sources
- П.А. Раппопорт (P.A. Rappoport) : "Зодчество Древней Руси" (Architecture de la vieille Russie)[4]